# Rourea schippii
Rourea schippii là một loài thực vật có hoa trong họ Connaraceae. Loài này được Standl. miêu tả khoa học đầu tiên năm 1935.